# Lucio Fulci
Lucio Fulci (Rome, 17 juni 1927- aldaar, 13 maart 1996) was een Italiaans filmregisseur.
Hoewel Fulci talloze genres beoefende, wordt hij vooral herinnerd voor zijn horrorfilms, waarin hij extreem geweld combineerde met een obsessie voor lichamelijke destructie, perverse seks en een zeer pessimistische wereldvisie. De films van Fulci waren allen goedkoop en werden snel gemaakt door Italiaanse derderangs filmproductiemaatschappijen. Critici kraakten de films van Fulci vaak af vanwege de zwakke plot, het slechte acteerwerk of de erbarmelijke nasynchronisatie. Fans van horrorfilms prijzen zijn films juist vanwege de kitscherige vormgeving en de waanzinnige special effecten.
Vanwege het extreme geweld en de niets verhullende, ongenuanceerde enscenering ervan, geniet Fulci de titel The Master of Gore. Veel films van Fulci zijn cultklassiekers en hij heeft de status van een cultregisseur.

## Biografie
Fulci werd geboren op het platteland van Italië en genoot een streng katholieke opvoeding. Omdat zijn ouders cinema verboden, zag hij z'n eerste film pas toen hij op 18-jarige leeftijd geneeskunde ging studeren in Rome.
Na een korte tijd te hebben gewerkt als chirurg (Fulci zei later zelf dat hij dankzij dit werk zijn fascinatie voor bloed, ingewanden en ledematen kreeg) raakte hij zo gefascineerd door film dat hij z'n beroep vaarwel zei en koos voor een baantje als editor van Italiaanse films.
Na een tijdje editor te zijn geweest, werd Fulci assistent-regisseur. Hij werkte voor zogeheten Exploitatie studios. Deze studio's waren gespecialiseerd in het maken van goedkope films, gemaakt voor een weinig eisend publiek. De films werden meestal in de goedkopere bioscopen gedraaid en bleven er slechts korte tijd draaien. Nadat ze uit de roulatie werden gehaald verdwenen ze in de vergetelheid. Opvallend is dat exploitatiefilms altijd eerdere, uiterst succesvolle, Hollywoodfilms imiteerden en altijd inspeelden op de rage die de voorbeeldfilm had veroorzaakt. Omdat de makers nooit wisten hoelang die rage standhield, moesten ze razendsnel werken om de film af te krijgen, nog voordat de rage ten einde liep. Dit is de reden waarom Fulci, als exploitatieregisseur, zo extreem veel films maakte.
In 1956 was The Ten Commandments een enorm succes en de film veroorzaakte een rage van historisch Bijbelse films. Als gevolg hiervan hielp Fulci mee aan de tot stand komen van zeven op de Bijbel gebaseerde spektakelfilms in 1957. In 1959 werd Ben-Hur een enorme hit en dus moest Fulci in 1959 en 1960 meewerken aan zes gladiatoren-films.
In 1960 was Like It Hot succesvol en dus maakte Fulci binnen een jaar tijd 3 erotische komedies. Twee jaar later kwam Dr. No (de eerste James Bondfilm) uit en dus moest Fulci een aantal James Bondimitaties regisseren.
In de tweede helft van de jaren 60 draaide de gehele Italiaanse exploitatie cinema volledig op spaghettiwesterns en dus regisseerde Fulci drie films van dit genre.
Na het succes van The French Connection, in 1971, werd het misdaadgenre ineens populair, al duurde het tot 1980 vooraleer Fulci een gewelddadige gangsterfilm getiteld The Napels Connection regisseerde.
Alle films die Fulci voor 1973 maakte, zijn inmiddels in vergetelheid geraakt en de opmerkelijke stijl van Fulci was hier nog nergens zichtbaar.
Na 1975 begon Fulci steeds meer succes te krijgen, waardoor z'n budgetten groter werden en hij meer artistieke vrijheid kreeg. Ook had een ingrijpende gebeurtenis zijn leven behoorlijk veranderd: zijn vrouw pleegde in 1968 zelfmoord. Stond Fulci voor deze gebeurtenis nog bekend als optimist, na deze gebeurtenis werd hij steeds somberder, hetgeen doorbloedde in z'n films.
In de vroege jaren 70 was de zogeheten Giallo, vooral dankzij Dario Argento, populair. Fulci maakte twee gialli die, oorspronkelijk, bedoeld waren als Argento-imitaties, maar uitgroeiden tot klassiekers binnen in het genre.
De eerste thriller was A Lizard in A Woman's Skin (1971), een giallo die opgenomen werd in Swinging Londen. Tegen de achtergrond van het hippietijdperk wordt in deze film een vrouw beschuldigd van een moord die ze tijdens het slaapwandelen heeft gepleegd. Fulci maakte een kleurrijke dromerige film vol drugs, seks en hallucinaties. In deze film experimenteerde Fulci voor het eerst met de typische vormgeving die al z'n latere films zou kenmerken: veel kleur, glitter en veel technische trucjes (in het geval van deze film veel split screen)
Fulci's andere giallo was volgens sommigen zijn meest interessante ooit. In Don't Torture A Duckling gaat een journalist drie moorden op kleine jongetjes in een klein plattelandsdorpje onderzoeken. De film was een deels autobiografische film omdat Fulci ook op het Italiaanse platteland opgroeide en katholiek werd opgevoed. Daarnaast was de film bedoeld als een aanklacht tegen corruptie binnen de Katholieke Kerk en tevens een studie naar de gesloten sfeer in een dorp. Ook prees Fulci in deze film, door de persoon van de heks, de vrijheid en creativiteit van het individu. Don't Torture a Ducking werd een groot succes en dankzij de enorme controverse verwierf Fulci voor het eerst naamsbekendheid.
In 1978 maakte George A. Romero de horrorklassieker Dawn of the Dead. Deze film was een doorslaand succes en veroorzaakte een golf aan zombiefilms. Het scenario van Zombi 2 was reeds geschreven, maar er werd een nieuw begin en einde bijgeschreven, waardoor de film kon meeliften op Romero's film (die in Italië uitkwam als Zombi, waardoor Zombi 2 deze titel kreeg.) De producers van de film vroegen eerst Enzo G. Castellari de film te regisseren, maar deze liet de film schieten. Hij raadde hen aan naar Fulci te gaan. Later bleek dit een cruciale film in diens carrière.

## Zombi 2
Zombi 2 was Fulci's eerste film die alle kenmerken van zijn regiestijl vertoont: veel (vaak sadistische) gore, kleurrijk camerawerk, een pessimistisch verhaal,synthesizermuziek, kortom een effectieve combinatie van seks, drugs, sadisme en veel smerig geweld. De twee meest bizarre scènes zijn die waarin een vrouw met haar oog op een splinter gespiest wordt en een onderwaterscène, waarin een zombie met een haai vecht.
Het meest opmerkelijke was dat Fulci zijn materiaal extreem serieus nam. De regisseur laat tijdens de film geen enkel moment humor zien, waardoor de film door veel critici als kitsch werd afgedaan.
Ondanks vernietigende kritieken werd Zombi 2 een waanzinnig succes. Wereldwijd stroomde het publiek toe. (Als reclamestunt werden in Amerika kotszakjes uitgedeeld aan het bioscooppubliek). Zombi 2 kwam in Nederland op nummer 2 te staan in de lijst van bestbezochte films van dat jaar. De film is nu een cultklassieker en het bezorgde Fulci zijn cultreputatie. Ook zou de film de grens, wat betreft toelaatbaarheid van geweld, verder oprekken.
Meteen na Zombi 2 begon Fulci aan het maken van een trilogie over drie poorten naar de hel. In iedere film werd één poort van de hel ontdekt en in iedere film werd die poort bewaakt door zombies.
In City of the Living Dead (1980) wordt een man door een drilboor doorboord, wordt een vrouw bijna levend begraven, kotst een jonge vrouw haar ingewanden uit, vallen duizenden sprinkhanen een priester aan en wordt de hoofdpersoon uiteindelijk levend verbrand. In zijn volgende film The Beyond (1980) wordt een blinde vrouw door haar eigen blindegeleide hond opgevreten, krijgt een man bijtend zuur in z'n gezicht, wordt een man door tientallen vogelspinnen verscheurd en wordt een compleet ziekenhuis door zombies afgeslacht.
In The House by the Cemetery (1981) wordt een jongetje vastgebonden aan een deur terwijl z'n nietsvermoedende vader met een bijl door de deur wil hakken.
Al deze bovenstaande scènes werden nietsverhullend en zonder subtiliteit of nuance in beeld gebracht. The Gates of Hell'-trilogie is bij veel gorefans de meest geliefde filmreeks.
In 1981 maakte Fulci de thriller New York Ripper over een seriemoordenaar die de straten van New York onveilig maakt. De film werd gekenmerkt door een scène waarin een vrouw een gebroken fles in haar schede geduwd krijgt en één waarin een vrouw, op bed vastgebonden, met een scheermes bewerkt wordt. New York Ripper was echter weinig succesvol en Fulci's carrière ging daarna langzaam bergafwaarts.
Einde Spoilers!

## Laatste films
In 1982 maakte Fulci zijn laatste grote film The Black Cat (1982), een extreem bloederige verfilming van het beroemde verhaal van Edgar Allan Poe (later opnieuw verfilmd in de Masters of Horror-serie door Stuart Gordon). Ook deze film flopte, waarna de regisseur alleen nog kleine films maakte. De reden voor Fulci's gebrek aan succes was dat, door de komst van video, de exploitatiefilm langzaam verdween. Ook werd de concurrentie van Amerikaanse films, door het verdwijnen van kleine bioscopen, in Europa steeds groter.
Fulci overleed in 1996 in zijn slaap nadat hij vergeten was zijn diabetes medicijnen in te spuiten. Volgens sommigen was dit zelfmoord, vanwege zijn gezondheidsproblemen en het gebrek aan succes met zijn latere films.

## Trivia
- Fulci had, in navolging van Alfred Hitchcock, in de meeste van zijn films een klein cameo-optreden. Soms had hij een bijrol met dialoog: hij speelde dan meestal de rol van dokter, politie-inspecteur of een andere leidinggevende rol.

## Verder lezen
- Stephen Thrower - Beyond Terror: The Films of Lucio Fulci; FAB Press, 1999
- Troy Howarth - Splintered Visions: Lucio Fulci and His Films; Midnight Marquee Press, 2015